# Чешър (окръг, Ню Хампшър)
Окръг Чешър (на английски: Cheshire County) е окръг в щата Ню Хампшър, Съединени американски щати. Площта му е 1888 km², а населението – 76 458 души (1 април 2020). Административен център е град Кийн.